# KaOS
KaOS est une distribution Linux se voulant indépendante des autres par sa conception et sa philosophie. Elle se fonde sur l’environnement de bureau KDE, le framework Qt et le gestionnaire de paquets Pacman.

## Historique
La première version de KaOS apparaît sous le nom de KdeOS en 2013, dotée de ses propres site web, forum et dépôts de paquets.
Le premier objectif fixé par la communauté de développeurs, à savoir disposer de 1 500 paquets propres à KaOS, est atteint en août 2013.
Pour éviter une confusion de noms avec KDE, car il ne s’agit pas d’une distribution KDE officielle, un changement de nom au profit de KaOS intervient en septembre 2013.

### Philosophie
Les développeurs de KaOS souhaitent privilégier la qualité sur la quantité, c’est pourquoi ils ont fait des choix, notamment au niveau de l’environnement graphique (le plus visible pour l’utilisateur), se plaçant à contre-courant des distributions comme Arch Linux qui possèdent et maintiennent des dépôts très riches et laissent l’utilisateur faire les choix.

### Dépôts
Les dépôts de KaOS sont structurés en trois branches principales et une branche de développement :
- Core : contient les paquets essentiels au démarrage du système. Ces paquets n’évoluent que rarement, et après des tests poussés ;
- Main : contient les paquets, librairies et pilotes pour les applications et l’environnement graphique ;
- App : contient les applications et autres logiciels utilisés in fine par les utilisateurs ;
- Build : contient les paquets en cours de test, qui seront ensuite distribués dans les trois branches principales.

## Les versions
| Version  | Date de sortie |
| -------- | -------------- |
| 2013.12  | 19.12.2013     |
| 2014.01  | 18.01.2014     |
| 2014.02  | 24.02.2014     |
| 2014.03  | 04.03.2014     |
| 2014.04, | 17.04.2014     |
| 2014.06, | 12.06.2014     |
| 2014.08, | 20.08.2014     |
| 2014.11, | 6.11.2014      |
| 2014.12, | 24.12.2014     |
| 2015.02, | 25.02.2015     |
| 2015.04, | 18.04.2015     |
| 2015.06, | 13.06.2015     |
| 2015.08, | 13.08.2015     |
| 2015.10, | 3.10.2015      |
| 2015.11, | 24.11.2015     |
| 2016.01, | 15.01.2016     |
| 2016.03, | 14.03.2016     |
| 2016.04, | 21.04.2016     |
| 2016.06, | 24.06.2016     |
| 2016.07, | 22.07.2016     |
| 2016.09, | 13.09.2016     |
| 2016.11, | 7.11.2016      |
| 2017.01, | 5.01.2017      |
| 2017.02, | 21.02.2017     |
| 2017.04, | 11.04.2017     |
| 2017.06, | 5.06.2017      |
| 2017.07, | 13.07.2017     |
| 2017.09, | 2.09.2017      |
| 2017.11, | 14.11.2017     |
| 2018.01, | 20.01.2018     |
| 2018.03, | 06.03.2018     |

## Configuration minimale
Pour pouvoir installer la distribution, les développeurs recommandent de disposer de plus de 8 Go d’espace disque dur ainsi que 1,5 Go de mémoire vive. KaOS est uniquement disponible pour les architectures x86_64 ; les ordinateurs équipés de ce type de processeur remplissent généralement ces conditions.